# Parlamentarne volitve v Nemčiji 2017
Zvezne parlamentarne volitve 2017. 598 neposredno izvoljenih in 111 dodatnih predstavnikov v zveznem parlamentu Zvezne republike Nemčije. Potekale so 24. septembra 2017, zmago je dosegla konservativna unija Krščansko-demokratske unije in Krščansko-socialne unije.
Kanclerka Angela Merkel, ki vodi Nemčijo od leta 2005 je po zmagi na volitvah dobila četrti zaporedni mandat za sestavo zvezne vlade, ki jo je oblikovala kot koalicijo svoje stranke in socialdemokratske stranke SPD. 

## Stranke
| Stranka                           | Ideologija                                               | Politični položaj | Predsednik stranke             |
| --------------------------------- | -------------------------------------------------------- | ----------------- | ------------------------------ |
| Krščansko demokratska unija (CDU) | Krščanske demokracije, Liberalci                         | desno-sredinski   | Angela Merkel                  |
| Socialni demokrati (SPD)          | Socialne demokracije                                     | levo-sredinski    | Martin Schulz                  |
| Levica                            | Demokratični socializem, Levo krilo populizma            | levo              | Katja Kipping, Bernd Riexinger |
| Zeleni                            | Zelena politika                                          | levo-sredinski    | Cem Özdemir, Simone Peter      |
| Krščansko socialna unija (CSU)    | Konservatizem                                            | desno-sredinski   | Horst Seehofer                 |
| Prosto demokratska stranka (FDP)  | Liberalizem, Klasični liberalizem                        | sredinski         | Christian Lindner              |
| Alternativa za Nemčijo (AfD)      | Nemški nacionalizem, Desno krilo populizma, Evroskeptiki | skrajno desno     | Frauke Petry, Jörg Meuthen     |

## Nove stranke v Zveznem parlamentu
AfD (Alternative für Deutschland) je prvič prišla v parlament. Dobila je 12,6% in prišla na tretjo mesto. Bila je tudi najbolj močna opoziciska stranka. Po drugi svetovni vojni nobena skrajno desna stranka ni uspela preseči petodstotne ovire. Toda AfD je to zmogla. V samo štirih letih je AfD šla iz desne, anti-evropejske in konzerativne stranke od Bernda Lücke. Do nacionalne, skrajno desne in ´populistične stranke. 
FDP (Frei Demokratische Partei) je v letu 2013 prvič šla iz parlamenta. To je bila katastrofa. Ampak Christian Lindner je to ekonomsko liberalno stranko spravil na 10,7% in četrto mesto. Prosti demokrati so bili v koaliciji z CDU-jem in CSU-jem (Union) od leta 2009 in do leta 2013. Za FDP je bila koalicija zelo slaba. Pri volitvah 2013 je FDP izgubila 9,8%t.       